# Австрія на літніх Олімпійських іграх 2008
Австрія на літніх Олімпійських іграх 2008 була представлена 72 спортсменами в 14 видах спорту.

## Медалісти
| Медаль | Спортсмен                | Вид                             | Дисципліна   |
| ------ | ------------------------ | ------------------------------- | ------------ |
| Срібло | Людвіг Пайшер            | дзюдо                           | до 60 кг     |
| Бронза | Мірна Юкич               | плавання                        | 100 м брасом |
| Бронза | Фіолетта Облінґер-Петерс | веслування на байдарках і каное | слалом       |